# Clase Ropucha
El Proyecto 775, designación OTAN: clase Ropucha (en polaco, Toad). Es una clase de barco de desembarco (gran barco de desembarco en la clasificación soviética) construido en la República Popular de Polonia para la Armada soviética. Los barcos fueron construidos en el Astillero de Gdańsk en Gdańsk, Polonia. Fueron diseñados para desembarcos en la playa y pueden transportar una carga de 450 toneladas. Los barcos tienen puertas de proa y de popa para cargar y descargar vehículos, y los 630 metros cuadrados (6800 pies cuadrados) de cubierta para vehículos se extienden a lo largo del casco. Hasta 25 vehículos blindados de transporte de personal se puede embarcar.
Si bien están diseñados para operaciones de carga y descarga, también se pueden cargar utilizando grúas en el muelle. Para ello, encima de la sección de proa hay una larga tapa de escotilla corrediza para acceder a la plataforma del vehículo. No hay instalaciones para helicópteros.
En total, entre 1975 y 1991 se encargaron 28 barcos de este tipo. Los tres últimos barcos eran de la variante mejorada Proyecto 775M, también llamado Ropucha II. Estos han mejorado el armamento defensivo y el alojamiento para un mayor número de tropas.

## Buques
Versión 775:
- DK-47 (antiguo SDK-47) 1 de julio de 1974	Flota del Báltico Retirado el 17 de diciembre de 1994
- BDK-48 (antiguo SDK-48) 30 de junio de 1975 Flota del Pacífico Retirado el 5 de julio de 1994
- BDK-63 (antiguo SDK-63) 30 de junio de 1975 Flota del Pacífico Retirado el 5 de julio de 1994
- BDK-90 (antiguo SDK-90) 30 de noviembre de 1975 Flota del Pacífico Retirado el 5 de julio de 1994
- Olenegorski Gornyak 30 de junio de 1976 Flota del Norte Activo. En reparación en dique seco tras el impacto de un dron naval ucraniano el 4 de agosto de 2023 durante la invasión rusa de Ucrania.[2]
- BDK-181 (antiguo SDK-181) 9 de octubre de 1976 Flota del Pacífico	Retirado el 5 de julio de 1994
- Condopoga (ex-SDK-182) 30 de noviembre de 1976 Flota del Norte Activo
- Kotlas (ex-SDK-183) 15 de marzo de 1977 Flota del Norte Retirado el 22 de junio de 2005
- BDK-197 (antiguo SDK-197) 21 de septiembre de 1977 Flota del Pacífico	Retirado el 5 de julio de 1994
- BDK-200 (antiguo SDK-200) 17 de diciembre de 1977	Flota del Norte	Retirado el 30 de junio de 1993
- Alexandr Otrakovsky (ex-SDK-55) 30 de julio de 1978 Flota del Norte Activo
- BDK-119 (antiguo SDK-119) 27 de febrero de 1979 Flota del Pacífico. Transferido a Yemen del Sur en 1979, dado de baja en 2002 y convertido en carguero Sam of Yemen, hundido en 2018.

Versión 775/II:	
- II BDK-14 31 de agosto de 1981 Flota del Pacífico Retirado el 3 de mayo de 2001
- Oslyabya (ex-BDK-101) 19 de diciembre de 1981 Flota del Pacífico Activo
- BDK-105 2 de marzo de 1982 Flota del Báltico Retirado el 10 de mayo de 2002
- Almirante Nevelskoy (ex-BDK-98) 28 de septiembre de 1982 Flota del Pacífico Activo
- BDK-32 Flota del Norte Retirado el 10 de mayo de 2002
- Minsk	 30 de mayo de 1983	Flota del Báltico No activo. Dañado en el ataque ucraniano a Sebastopol el 13 de septiembre de 2023.[3][4]
- Kaliningrado (ex-BDK-58) 9 de diciembre de 1984 Flota del Báltico	Activo
- Georgiy Pobedonosets (ex-BDK-45) 5 de marzo de 1985	Flota del Norte	Activo
- Konstantín Olshanski (ex-BDK-56) 1985 Flota del Mar Negro No activo. Transferido a Ucrania en 1996, incapacitado durante la invasión rusa de Crimea.[5]
- Alexandr Shabalin (ex-BDK-60) 31 de diciembre de 1985 Flota del Báltico Activo
- Tsézar Kunikov (ex-BDK-64) 30 de septiembre de 1986 Flota del Mar Negro Activo. Dañado el 24 de marzo de 2022 en un ataque ucraniano en el puerto de Berdiansk durante la invasión rusa de Ucrania,[6] y luego destruido en un ataque con drones el 14 de febrero de 2024 [7]
- Novocherkassk (ex-BDK-46) 30 de noviembre de 1987 Flota del Mar Negro Activo. Primero fue dañado el 24 de marzo de 2022 en un ataque ucraniano en el puerto de Berdiansk durante la invasión rusa de Ucrania[6] y luego destruido en un ataque aéreo el 26 de diciembre de 2023.[8]

Versión 775M:
- Azov (ex-BDK-54) 12 de octubre de 1990 Flota del Mar Negro Activo
- Yamal (ex-BDK-67) 30 de abril de 1988 Flota del Mar Negro Activo
- Peresvet (ex-BDK-11) 10 de abril de 1991 Flota del Pacífico Activo
- Korolev (ex-BDK-61) 10 de julio de 1991 Flota del Báltico Activo